# Frankfurt Grand Prix 1989
Il Frankfurt Grand Prix 1989 è stato un torneo di tennis giocato sintetico indoor. È stata la 10ª edizione del torneo, che fa parte del Nabisco Grand Prix 1989. Si è giocato a Francoforte in Germania dal 23 al 29 ottobre 1989.

## Campioni

### Singolare maschile
Kevin Curren ha battuto in finale  Petr Korda con il punteggio di 6–2 7–5

### Doppio maschile
Pieter Aldrich /  Danie Visser hanno battuto in finale  Kevin Curren /  Eric Jelen con il punteggio di 7–6, 6–7, 6–3